# Vlag van Beni

Vlag van Beni

De vlag van Beni bestaat uit een groen veld met acht gele sterren en is samen met het wapen van Beni een van de officiële symbolen van Beni, een departement van Bolivia. De groene kleur symboliseert sinds zijn oprichting het natuurlijke landschap, de uitbundige natuur, waar de flora en fauna typisch zijn voor deze regio die zijn bossen bewaart als ecologische reservaten en verschillende diersoorten in stand houdt. In de vlag staan acht sterren voor de acht provincies en de verhoudingen van de vlag zijn hetzelfde als die van de nationale vlag van Bolivia.
Vaak wordt het wapen van Beni in het midden van de groene vlag geplaatst. Soms gebruikt Beni een geheel groene vlag.